# Jarhead 2: Field of Fire
Jarhead 2: Field of Fire è un film del 2014 diretto da Don Michael Paul, ambientato in Afghanistan. 

Il film è uscito direttamente in Home video DVD.

## Trama
Al caporale dei Marine Chris Merrimette viene proposto dal suo superiore di comandare un'unità per rifornire un avamposto ai margini del territorio controllato dai talebani. Del gruppo fanno parte, caporale Danny Kettner, Danielle 'Danni' Allen, Rafael Soto, Justin Li e Khalid Hassan abu Faisal, un afghano che vuole aiutarli. 

Mentre la pattuglia si dirige verso l'ostile provincia di Helmand, due Navy SEAL e una nota donna afghana, Anoosh, devono essere scortati fuori dal loro territorio. Il caporale Merrimette, assieme al suo gruppo, inizia il rientro ma da qui in poi anche tutto il resto va sempre peggio. Dapprima una trappola elaborata con la scusa di un ordigno trasformata in un assalto, poi una coppia di cecchini, essendo finiti in un campo d'oppio a dover affrontare un nuovo commando e infine arrivano in un villaggio di afghani di cui il gruppo non si fida troppo. Infatti in pochi minuti arriva un commando che rapisce il "pacco", la donna ben conosciuta. Da qui decidono di ritornare a prendersela e mettendo in pratica quello che hanno imparato riusciranno senza troppi problemi a trarla in salvo e tornare alla base.
La trama rimanda il film francese Special Forces - Liberate l'ostaggio.